# Litevské království (1251–1263)
Litevské království (litevsky Lietuvos Karalystė) je označení pro jedno krátké historické období 1251–1263, kdy byl litevský stát povýšen na království. Období zahrnuje vládu prvního a jediného litevského krále (a prvního velkoknížete) Mindaugase od jeho korunovace 1251 do jeho smrti v roce 1263, kdy byl zavražděn. Mindaugas získal roku 1255 potvrzení od papeže k tomu, aby korunoval svého syna a nástupce Vaišvilkase králem, ale k tomu nakonec nedošlo a po Mindaugasově smrti se Litva opět stala velkoknížectvím.

## Historie (1251–1263)

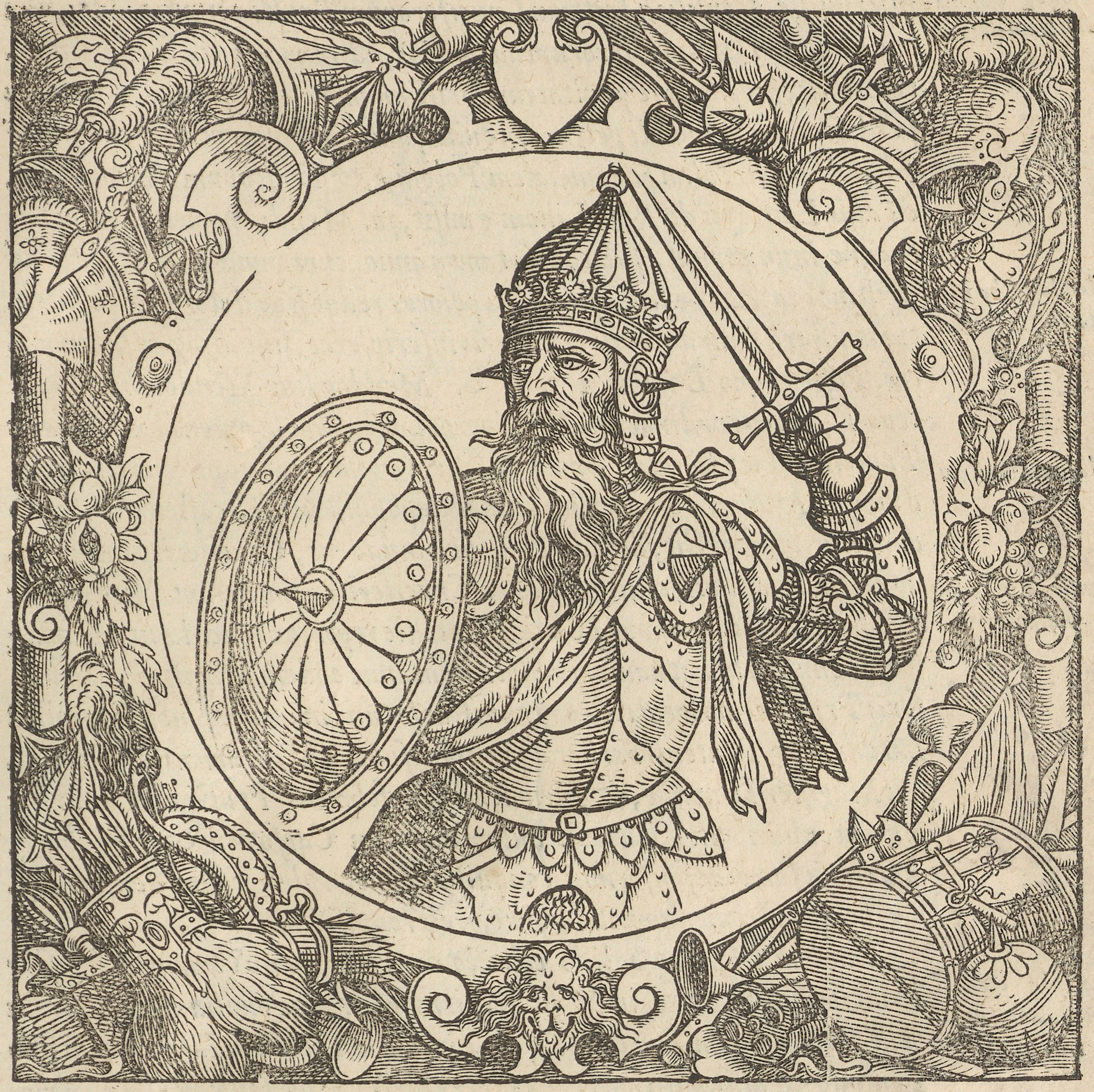
Mindaugas, grafika z roku 1578

Aby velkokníže Mindaugas předešel dobytí Litvy křižáckými rytířskými řády a zvítězil v boji proti svým litevským protivníkům, přijal v roce 1251 křesťanství a získal tak papežovu podporu. O dva roky později, v létě 1253, byl Mindaugas korunován za litevského krále. Zároveň odstoupil německým rytířům Žemaitsko, kde měli hlavní slovo novému králi oponující velmoži. Křižácká vláda zde však netrvala dlouho – v bitvě u jezera Durbe byla řádová vojska Žemajci poražena. Po této bitvě v roce 1260 začal litevský velmož Treniota nutit Mindaugase, aby se zřekl křesťanství a útočil proti oslabenému Řádu německých rytířů. Vzhledem k sílícím protikřesťanským tendencím Mindaugas zavrhl v roce 1261 křesťanství, přerušil mírové vztahy s křižáky a za spojenectví s Alexandrem Něvským a obnovení dohody s Žemaity pokračoval v boji proti nim. Ani to však již nedokázalo uklidnit nepřátelsky naladěné litevské velmože a ani útoky na řád i přes jejich oslabení nebyly dostatečně účinné. Mindaugas si začal zpochybňovat výhody aliance s Treniotou a začal jej posílat do výbojů na opačnou stranu: směrem na jih – jihovýchod. Takovýto zvrat událostí a plánů se Treniotovi nelíbil, proto zosnoval s pomocí Daumanta svržení a zavraždění Mindaugase, aby se poté sám ujal vlády, stejně jako jeho dvou synů Ruklyse a Rupeikise (třetí syn Vaišelga vyvázl, protože byl tou dobou v Řecku) v Agloně (dnešní Lotyšsko). Panoval však po Mindaugovi jen krátce (necelý rok), neboť nového panovníka po půlročním vládnutí sesadil a zavraždil za pomoci ruských vojáků Mindaugasův syn Vaišvilkas. Na prázdný trůn tak usedl Mindaugasův syn Vaišelga, který původně nastoupil dráhu pravoslavného mnicha, ale již ne jako král.

## 1429
Další litevský velkokníže, který dosáhl osobního uznání královské hodnosti byl Vytautas. Získal ho v roce 1429 od císaře Zikmunda, ale k reálné korunovaci nedošlo, jelikož zemřel takřka v předvečer své korunovace. Podle všeho nešťastně pádem z koně, krom toho nezanechal žádného přímého dědice, který by si mohl královskou hodnost nárokovat. Později se litevská velkoknížata stala v rámci personální unie králi polskými.